# Mazzino Montinari
Mazzino Montinari (4 de abril de 1928 – 24 de novembro de 1986) foi um estudioso italiano de Germanística. Natural de Lucca, passou a ser considerado um dos mais destacados pesquisadores de Friedrich Nietzsche e criticou duramente a edição de The Will to Power, que a considerou uma falsificação, em seu livro The will to power does not exist.
Após o fim do fascismo na Itália, Montinari tornou-se membro ativo do Partido Comunista Italiano, com o qual se ocupava com a tradução de escritos alemães. Em 1953, quando visitou a Alemanha Oriental para fazer pesquisas, ele testemunhou a Revolta de 1953. Mais tarde, após a supressão da Revolução Húngara de 1956, ele se afastou do marxismo ortodoxo e de sua carreira em organizações partidárias. No entanto, ele manteve sua filiação ao Partido Comunista Italiano e permaneceu fiel aos objetivos do socialismo.
No final da década de 1950, com Giorgio Colli, que foi seu professor na década de 1940, Montinari começou a preparar uma tradução para o italiano das obras de Nietzsche. Depois de revisar a coleção contemporânea de obras de Nietzsche e os manuscritos em Weimar, Colli e Montinari decidiram começar uma nova edição crítica. Esta edição tornou-se o padrão acadêmico e foi publicada em italiano pela Adelphi em Milão, em francês pela Éditions Gallimard em Paris, em alemão por Walter de Gruyter e em holandês pela Sun (traduzido por Michel van Nieuwstadt). De particular ajuda para este projeto foi a capacidade de Montinari de decifrar a caligrafia quase ilegível de Nietzsche, que antes só havia sido transcrita por Peter Gast (nascido Heinrich Köselitz).
Em 1972, Montinari e outros fundaram o jornal internacional Nietzsche-Studien, para o qual Montinari continuaria a ser um contribuidor significativo até sua morte. Por meio de suas traduções e comentários sobre Nietzsche, Montinari demonstrou um método de interpretação baseado em pesquisas filológicas que dispensaria especulações precipitadas. Ele viu valor em colocar Nietzsche no contexto de seu tempo e, para esse fim, Colli e ele começaram uma coleção crítica da correspondência de Nietzsche.
Montinari morreu em Florença em 1986.

## Trabalho
- Reading Nietzsche, trad. Greg Whitlock, University of Illinois Press, 2003, ISBN 0-252-02798-1
- "' The Will to Power ' does not exist", editado por Paolo D'Iorio  (um livro criticando The Will to Power como uma falsificação, mal montado por Elisabeth Förster-Nietzsche)
- A Stanford University Press está publicando 'a primeira tradução completa, crítica e comentada para o inglês' das obras de Nietzsche, que será baseada na edição Colli-Montinari.